# Liste der Hochhäuser in Köln
Liste der Hochhäuser in Köln führt Wohn-, Geschäfts- und Bürogebäude (also keine Sende- oder Kirchtürme) auf, die die Höhe von 50 Metern ohne Aufbauten erreichen und überschreiten. Mit seiner Fertigstellung 1925 war das Hansahochhaus mit dieser Höhe für kurze Zeit das höchste Hochhaus Europas. Im Moment ist das größte Hochhaus von Köln der Kölnturm. Das höchste Bauwerk in Köln ist der Fernsehturm Colonius mit 266 Metern, gefolgt vom Kamin des Heizkraftwerk Köln-Merkenich mit 250 Metern.
Als Kriterium für Wolkenkratzer wird üblicherweise eine Höhe ab 150 Metern angenommen. Von den Kölner Hochhäusern erreicht bislang keines diese Marke, der höchste Wolkenkratzer Nordrhein-Westfalens steht mit dem 162,5 Meter hohen Post Tower im benachbarten Bonn.
Das „Höhenkonzept“ der Stadt Köln vom Mai 2007 sieht vor, dass Neubauten zwischen dem linken Rheinufer und der Außenkante der Kölner Ringe nicht höher als 22,50 Meter konzipiert sein dürfen. Außerhalb der Ringe wurden mehrere Hochhäuser in städtebaulichen Plänen vorgeschlagen, auch im Stadtteil Deutz gibt es entsprechende Projekte.

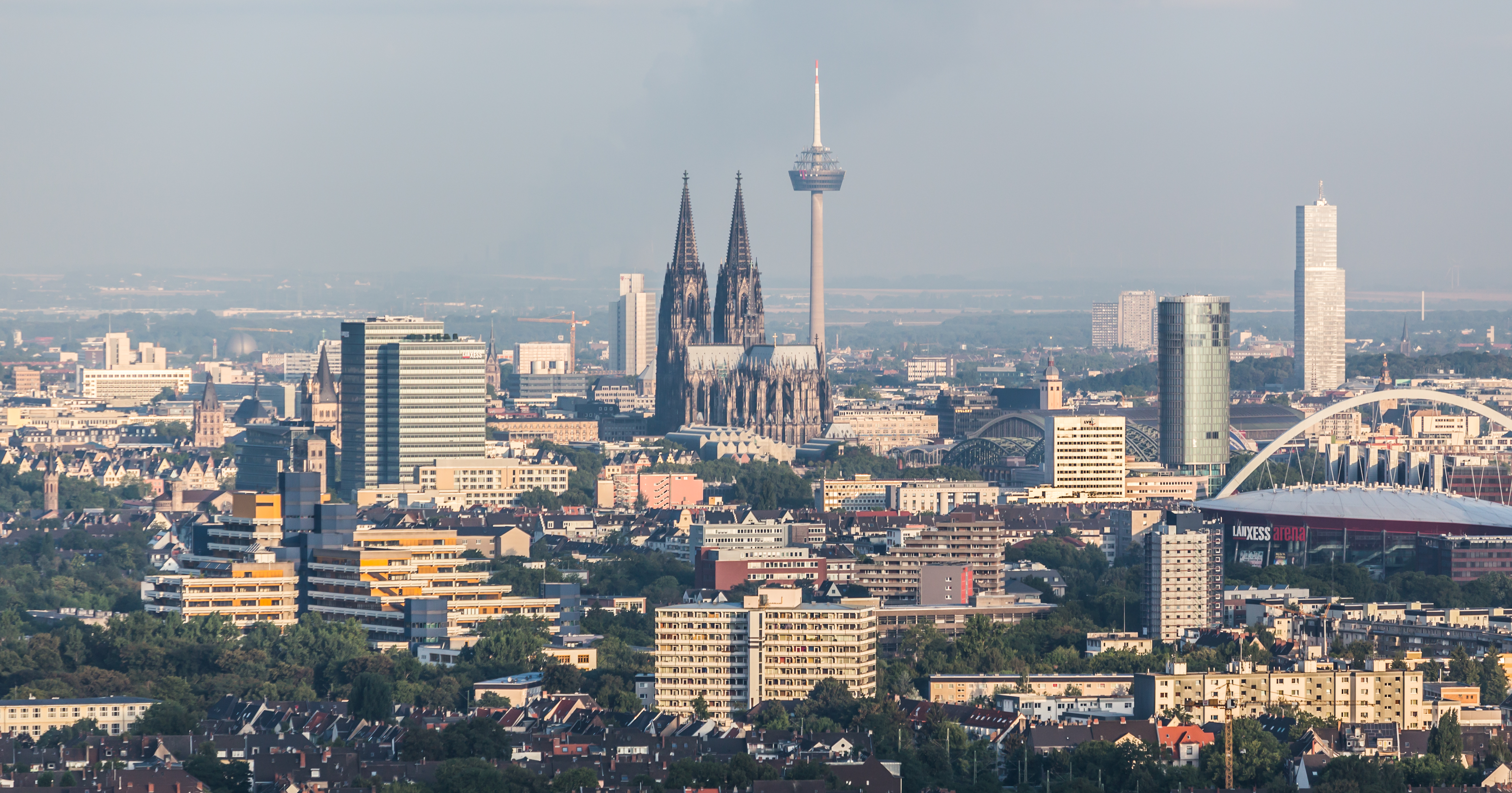
Stadtansicht aus Köln-Kalk (2013)

## Liste
| Nr. | Gebäude                                                                     | Adresse | Nutzung | Eröffnet | m     | Etagen                    | Bild |
| --- | --------------------------------------------------------------------------- | --- | --- | -------- | ----- | ------------------------- | ---- |
| 1.  | Kölnturm                                                                    | Neustadt-Nord Mediapark 8                                                                                             | Büros | 2001     | 148,5 | 43                        |      |
| 2.  | Colonia-Haus von 1973 bis 1976 das höchste Gebäude Deutschlands             | Köln-Riehl An der Schanz 2                                                                                            | Wohnungen Gewerbe | 1973     | 147   | 45                        |      |
| 3.  | Uni-Center                                                                  | Köln-Sülz | Wohnungen | 1973     | 133   | 42                        |      |
| 4.  | TÜV-Rheinland-Turm                                                          | Köln-Poll Am Grauen Stein                                                                                             | Büros | 1974     | 112   | 22                        |      |
| 5.  | Ringturm                                                                    | Neustadt-Nord Theodor-Heuss-Ring 1                                                                                    | Wohnungen | 1973     | 109   | 26                        |      |
| 6.  | Justizzentrum Köln                                                          | Köln-Sülz Luxemburger Straße 101                                                                                      | Gericht Büros | 1981     | 105   | 25                        |      |
| 7.  | Kölntriangle                                                                | Köln-Deutz Ottoplatz 1                                                                                                | Büros Aussichtsplattform | 2006     | 103,2 | 29                        |      |
| 8.  | Herkules-Hochhaus                                                           | Köln-Neuehrenfeld Graeffstr. 1                                                                                        | Wohnungen | 1969     | 102   | 31                        |      |
| 8.  | DLF-Funkhaus                                                                | Köln-Marienburg Raderberggürtel                                                                                       | Radiostudios Büros | 1975     | 102   | 19                        |      |
| 10. | Deutsche Telekom AG                                                         | Köln-Neustadt-Nord Innere Kanalstraße                                                                                 | Büros |          | 99    | 19                        |      |
| 11. | Rheinsternhaus                                                              | Neustadt-Nord Mevissenstraße 16                                                                                       | Wohnungen |          | 96    | 27                        |      |
| 12. | ehemals Deutsche Lufthansa                                                  | Köln-Deutz | Umbau zum „Lanxess Tower“ 2013 abgeschlossen | 1969     | 95    | 19                        |      |
| 13. | An der Fuhr 4                                                               | Meschenich Köln-Rodenkirchen                                                                                          | Wohnungen. Der Komplex wird auch auf dem Kölnberg genannt | 1969     | 93    | 26                        |      |
| 14. | Bettenhaus Universitätsklinikum                                             | Köln-Lindenthal | Patientenzimmer | 1971     | 89    | 23                        |      |
| 15. | Hauptverwaltung der DKV-Versicherung und ERGO Hauptverwaltung Köln – Haus 1 | Köln-Braunsfeld Aachener Str. 300                                                                                     | Büros, zwei Häuserkomplexe, die mit einem Tunnel unter der Scheidtweiler Straße miteinander verbunden sind – Haus 2 (Eröffnung 2005) mit zwei Türmen ist niedriger als Haus 1. Das Best Western Hotel (56) ist dem Komplex angegliedert. | 1966     | 84    | 21 (davon 3 unterirdisch) |      |
| 16. | Messeturm                                                                   | Köln-Deutz | im Umbau | 1928     | 80    |                           |      |
| 17. | Wohnheim an der Sporthochschule                                             | Köln-Müngersdorf | Wohnungen | 1973     | 77    | 27                        |      |
| 18. | Wohnhochhaus Bonner Straße 211                                              | Köln-Bayenthal | Wohnungen | 1971     | 76    | 26                        |      |
| 19. | Türnicher Straße 1–5                                                        | Köln-Zollstock | Wohnungen |          | 75    | 21                        |      |
| 19. | Wohnheim an der FH                                                          | Köln-Deutz Deutzer Ring 5                                                                                             | Wohnungen | 1997     | 75    | 21                        |      |
| 21. | West-Center                                                                 | Köln-Bickendorf Venloer Straße 601–603                                                                                | Wohnungen Gewerbe | 1973     | 74    | 25                        |      |
| 22. | Krohstraße 4 Allianz Wohnpark                                               | Köln-Bayenthal | Wohnungen | 1973     | 73    | 25                        |      |
| 23. | Konrad-Adenauer-Straße 72–82                                                | Köln-Porz | Wohnungen | 1973     | 71,6  | 20                        |      |
| 24. | Wohnhochhaus Kierbergerstraße                                               | Köln-Zollstock Kierberger Straße 15                                                                                   | Wohnungen | 1965     | 70    | 23                        |      |
| 24. | Wohnhochhaus An der Schanz 1                                                | Köln-Riehl An der Schanz 1 Ansicht von der Rückseite an der Riehler Straße, links im Bild das Haus Riehler Straße 200 | Wohnungen | 1976     | 70    | 23                        |      |
| 26. | Wohnhochhaus In der Kreuzau 2–4                                             | Köln-Poll In der Kreuzau 2–4                                                                                          | Wohnungen | 1973     | 68    | 23                        |      |
| 26. | Görlinger-Zentrum 3                                                         | Köln-Ehrenfeld | Wohnungen |          | 68    | 19                        |      |
| 26. | Belfortstraße 9                                                             | Köln-Innenstadt | Wohnungen |          | 68    | 19                        |      |
| 26. | Mainstraße 38                                                               | Köln-Rodenkirchen | Wohnungen |          | 68    | 19                        |      |
| 30. | Wohnturm „Opal“                                                             | Köln-Mülheim Am Faulbach                                                                                              | Wohnungen | 2018     | 67    | 20                        |      |
| 31. | Hansahochhaus                                                               | Neustadt-Nord Hansaring                                                                                               | Saturn Radiostudio Hotel | 1925     | 65    | 17                        |      |
| 31. | ABC-Tower                                                                   | Köln-Gremberghoven Ettore-Bugatti-Straße 6–14                                                                         | Büros | 2003     | 65    | 17                        |      |
| 33. | Alte Brühler Straße 8                                                       | Meschenich Köln-Rodenkirchen                                                                                          | Wohnungen. Teil des Komplexes auf dem Kölnberg | 1974     | 64    | 18                        |      |
| 33. | An der Fuhr 3                                                               | Meschenich Köln-Rodenkirchen                                                                                          | Wohnungen. Teil des Komplexesauf dem Kölnberg | 1974     | 64    | 18                        |      |
| 33. | Wiener Weg 4                                                                | Köln-Junkersdorf | Wohnungen | 1971     | 64    | 18                        |      |
| 33. | Premier Inn Hotel                                                           | Altstadt-Süd Perlengraben 2                                                                                           | Hotel |          | 64    | 18                        |      |
| 37. | Kranhaus Süd                                                                | Altstadt-Süd Im Zollhafen, Rheinauhafen                                                                               | Büros | 2010     | 62    | 17                        |      |
| 37. | Kranhaus 1                                                                  | Altstadt-Süd Im Zollhafen, Rheinauhafen                                                                               | Büros | 2008     | 62    | 17                        |      |
| 37. | Kranhaus Nord                                                               | Altstadt-Süd Im Zollhafen, Rheinauhafen                                                                               | Wohnungen | 2009     | 62    | 17                        |      |
| 40. | Wohnhochhaus Krohstraße 2, rechtes Gebäude im Foto                          | Köln-Bayenthal Krohstraße 2                                                                                           | Wohnungen | 1973     | 61    | 21                        |      |
| 40. | Wohnhochhaus Riehler Straße 200                                             | Köln-Riehl Riehler Straße 200                                                                                         | Wohnungen | 1976     | 61    | 19                        |      |
| 40. | Messehochhaus, Sitz der koelnmesse seit 2005                                | Köln-Mülheim Messeplatz 1, Deutz-Mülheimer-Straße 111                                                                 | Büros ehemals KHD-Hochhaus | 1964     | 61    | 15                        |      |
| 43. | Millennium, Rheinlandzentrale der Zurich Gruppe Deutschland                 | Köln-Deutz Deutzer Allee 1                                                                                            | Büros | 2019     | 60    | 17                        |      |
| 44. | Ringkarree                                                                  | Neustadt-Nord Hohenzollernring                                                                                        | | 2001     | 58    | 17                        |      |
| 45. | ehemals Arbeitsamt                                                          | Köln-Lindenthal Luxemburger Straße 121                                                                                | Büro |          | 57,3  | 16                        |      |
| 45. | Raderthalgürtel 5–11                                                        | Köln-Rodenkirchen | Wohnungen |          | 57,3  | 15                        |      |
| 45. | Buschweg 23                                                                 | Köln-Ehrenfeld | Wohnungen |          | 57,3  | 15                        |      |
| 45. | Im Falkenhorst 2–10                                                         | Köln-Porz | Wohnungen |          | 57,3  | 15                        |      |
| 45. | Konrad-Adenauer-Ufer 79–81                                                  | Köln-Innenstadt | Wohnungen |          | 57,3  | 15                        |      |
| 45. | Wohnheim der FH 2                                                           | Köln-Deutz, Deutz-Kalker-Straße 118                                                                                   | Wohnungen |          | 57,3  | 15                        |      |
| 51. | Wohnhochhaus Wiener Platz 2 (Bull-Hochhaus)                                 | Köln-Mülheim Wiener Platz 2                                                                                           | Wohnungen | 1960     | 57    | 19                        |      |
| 52. | Gerling-Hochhaus                                                            | Altstadt-Nord Gereonshof                                                                                              | Büros | 1953     | 56    | 15                        |      |
| 53. | Deutsche Telekom (ehemals Fernmeldeamt 2)                                   | Altstadt-Süd Neuköllner Straße                                                                                        | Büros | 1965     | 55    | 18                        |      |
| 53. | DKV-Neubau                                                                  | Köln-Braunsfeld | Büros | 2005     | 55    | 14                        |      |
| 55. | Best Western Premier Regent Hotel                                           | Köln-Braunsfeld Melatengürtel 15                                                                                      | Hotel | 2005     | 50    | 14                        |      |

## Abgerissene Hochhäuser
| Nr. | Gebäude                                                    | Adresse                          | Nutzung     | Eröffnet | Abriss    | Höhe in m | Etagen | Bild |
| --- | ---------------------------------------------------------- | -------------------------------- | ----------- | -------- | --------- | --------- | ------ | ---- |
| 1.  | Funkhaus am Raderberggürtel ehemaliger Sitz Deutsche Welle | Köln-Marienburg Raderberggürtel⊙ | Bürogebäude | 1980     | 2019–2021 | 138       | 34     |      |
| 2.  | Studio Deutsche Welle ehemaliger Sitz Deutsche Welle       | Köln-Marienburg Raderberggürtel⊙ | Bürogebäude | 1976     | 2019–2021 | 86        | 24     |      |
| 3.  | LVR-Haus (ehem. Ford-Verwaltung)                           | Köln-Deutz Ottoplatz 2           | Bürogebäude | 1966     | 2021–2022 | 54        | 16     |      |